# Alphaorpheovirus
Alphaorpheovirus (ursprünglich vorgeschlagen als Orpheovirus) ist die Bezeichnung einer am 30. April 2024 vom International Committee on Taxonomy of Viruses (ICTV) offiziell anerkannten Gattung innerhalb der gleichzeitig neu errichteten Familie Orpheoviridae (Ordnung Pimascovirales) von Riesenviren des Phylums Negarnaviricota (ursprünglich bezeichnet als Nucleocytoplasmic large DNA viruses, NCLDV).
Mit diesem Stand besteht die Gattung aus einer einzigen Spezies, Alphaorpheovirus massiliense mit dem Referenzstamm Orpheovirus IHUMI-LCC2 alias Orpheovirus brasiliensis (OBRV).
Wie alle diese Riesenviren haben die Viren der Gattung Alphaorpheovirus und damit alle Orpheoviridae ein Genom aus einer doppelsträngigen DNA (dsDNA). Die Erstbeschreibung eines Vertreters der Gattung wurde Anfang 2018 von Julien Andreani et al. veröffentlicht.
Sie konnten das Virus Orpheovirus IHUMI-LCC2 (Spezies Alphaorpheovirus massiliense) aus Proben von Rattenkot unter Verwendung Amöben der Spezies Vermamoeba vermiformis (Tubulinea: Euamoebida/Tubulinida) isolieren (La Ciotat, Südfrankreich, westlich von Marseille).

## Aufbau

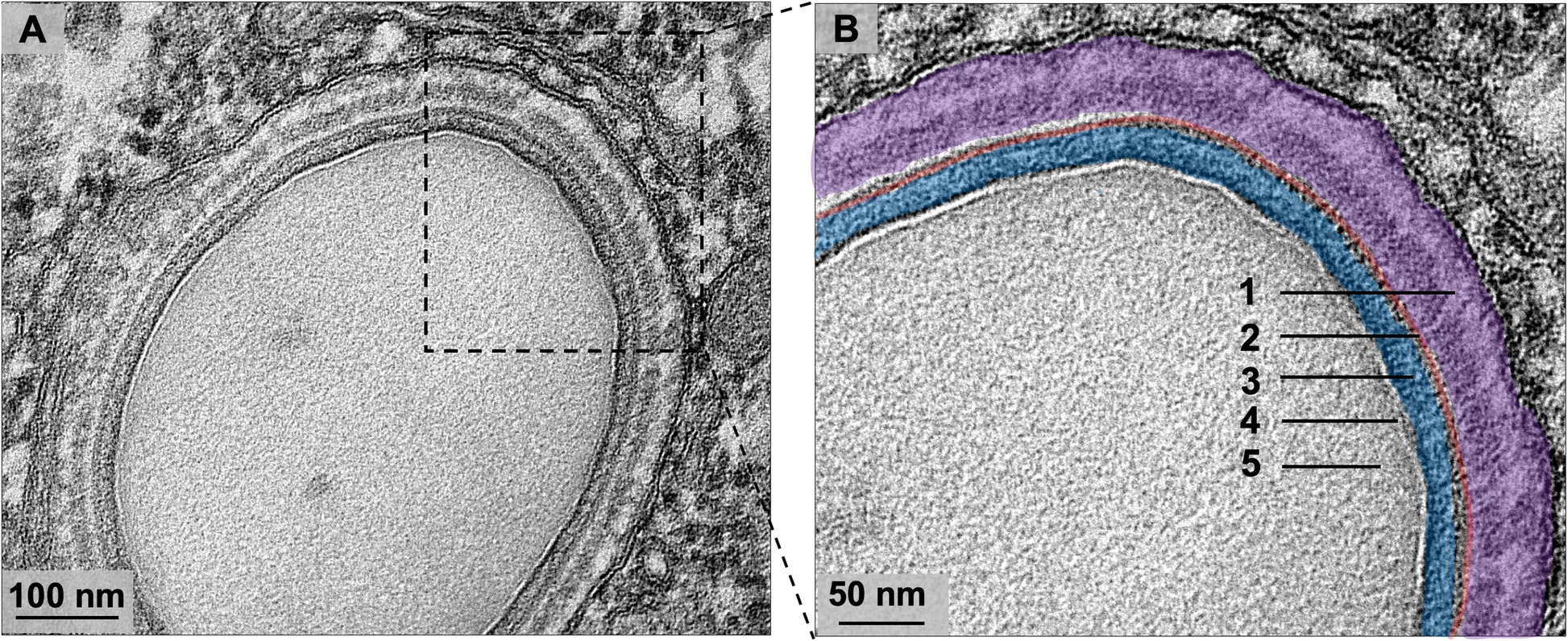
Die TEM-Aufnahmen (rechts koloriert) zeigen die Ultrastruktur von Alphaorpheovirus massiliense: reife Partikel besitzen eine kleine Fibrillenschicht (1, violett), eine äußere Schicht (2, rot), eine Kapsidschicht (3, blau) und eine innere Membran (4, weiß) aufweisen, die den Kern des Partikels (5, grau) einschließen.

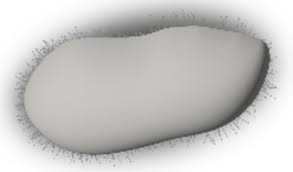
Virion von „Orpheovirus“ mit Faserschicht, Schema

Die Viruspartikel (Virionen) sind wie die der Familien Pithoviridae und Cedratviridae von eiförmiger (ovoidaler) Gestalt und besitzen mindestens eine dicke Membran mit einer Öffnung (Pore, Ostiole) mit 70 bis 80 nm Durchmesser an der Spitze (Apex); eine oberflächliche Ähnlichkeit besteht darin auch zu den (nicht direkt verwandten) Pandoraviren.
Durch die Pore wird die DNA auf die Wirtszelle übertragen. Bei den Pandoraviren besteht die Hülle (Tegument) jedoch aus drei Schichten von jeweils etwa 20 bis 25 nm. Die Viruspartikel der Gattung Alphaorpheovirus zeigten eine dunkle dichte äußere Schicht und sind zudem spärlich bedeckt mit kurzen Fibrillen. Unter dieser befindet sich ein Zwischenraum mittlerer Dichte, der nach innen begrenzt wird durch eine sehr dichte Membran (englisch hyperdense membrane). Die Länge der Virionen reicht von 900 bis 1.100 nm, einige Virionen könnten sogar bis 1.300 nm lang sein. Ihr Durchmesser beträgt etwa 500 nm.

## Genom
Orpheovirus IHUMI-LCC2 besitzt ein ringförmiges Genom von 1.473.573 Basenpaaren mit einem GC-Gehalt von 25 %. Das Genom hat verschiedene Bereiche mit Wiederholungssequenzen (englisch repeats): 57 palindromische Sequenzen, sowie eine im Vergleich zu anderen Riesenviren sehr hohe Zahl von 1.527 Tandem-Repeats und 832 Kandidaten für invertierte Sequenzen (englisch inverted sequences). Mindestens 57,5 % der Gene von Orpheovirus IHUMI-LCC2 sind offene Leserahmen (englisch open reading frames, ORFs). Von 509 kodierten Proteinen gab es in 148 Fällen (12,3 %) beste Übereinstimmung mit Genen anderer Viren, in 176 Fällen mit eukaryotischen Genen (14,7 %) und in 183 Fällen (15,3 %) mit prokaryotischen Genen (von Bakterien oder Archaeen). Unter den Viren gab es beste Übereinstimmung mit Pithovirus sibericum (Spezies Alphapithovirus sibericum), Pithovirus massiliensis (Spezies Alphapithovirus massiliense), Vertretern der Gattung Alphacedratvirus (alle Ordnung Pimascovirales), sowie Vertretern der Gattung Mimivirus und der Unterfamilie Klosneuvirinae (alle Familie Mimiviridae). Es wurden keine Gene für tRNA (Transfer-RNA) gefunden.
Interessanterweise wurden Gen-Homologe mit dem Sputnik-Virophagen und dem Zamilon-Virophagen, beide Gattung Sputnikvirus, gefunden.

## Vermehrungszyklus

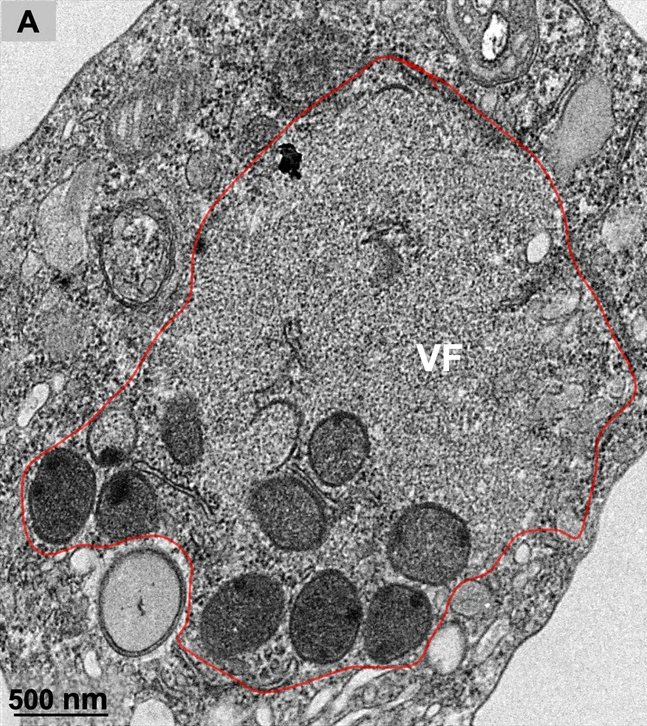
Partikel von Alphaorpheovirus massiliense in verschiedenen Phasen ihrer Entstehung

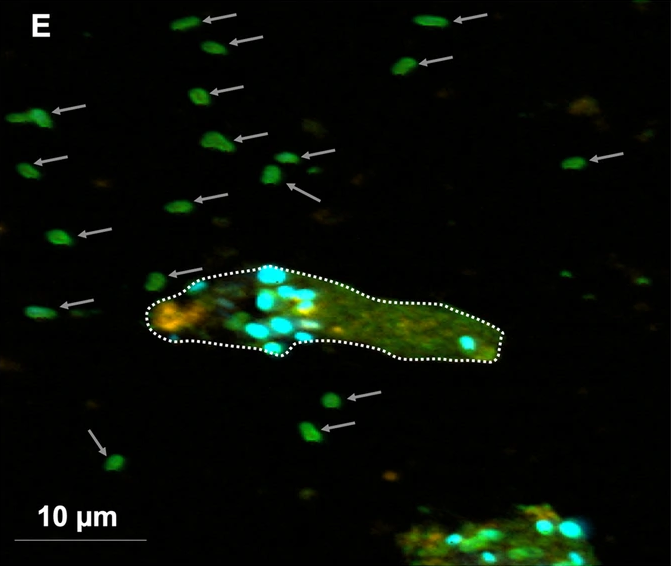
Die Aufnahme zeigt fusiforme Zellen und eine Zunahme von Viruspartikeln außerhalb der Wirtszellen, die durch Exozytose freigesetzt werden (weiße Pfeile).

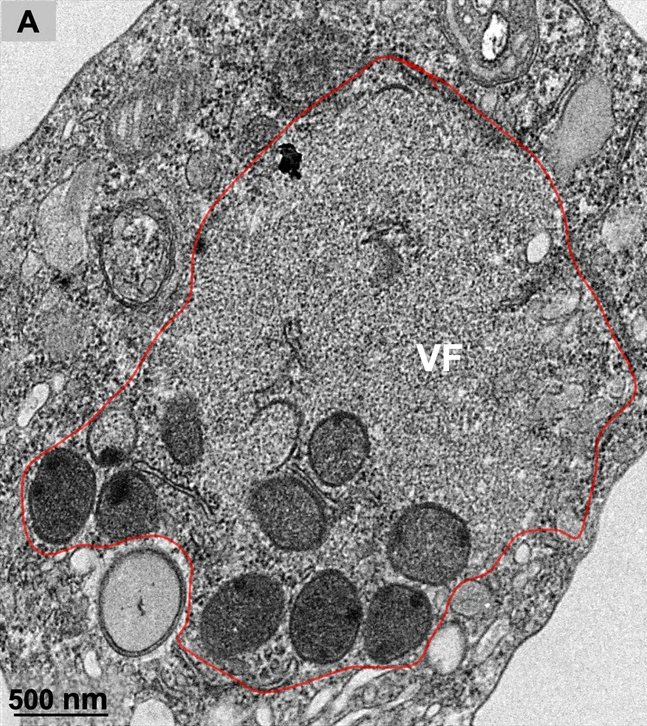
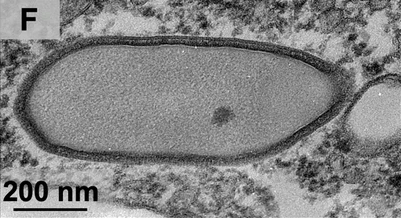
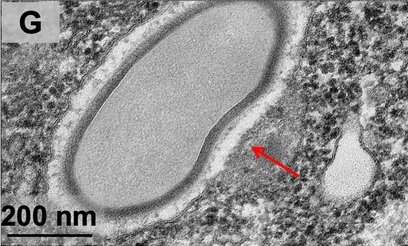

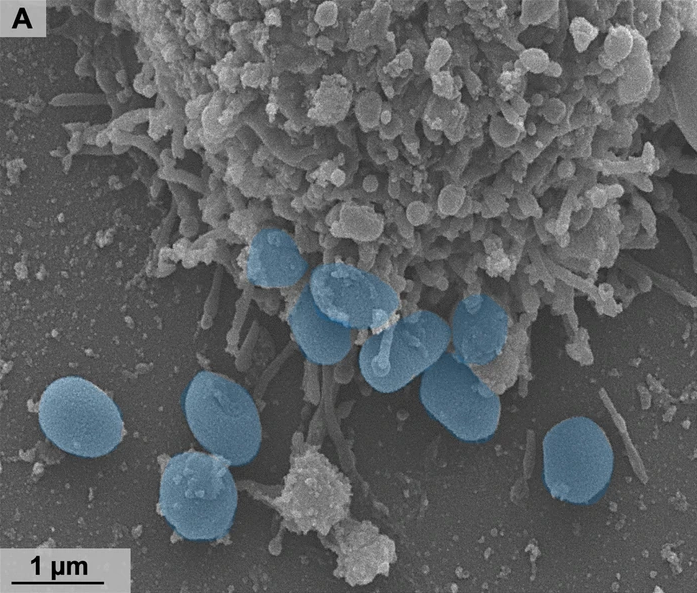
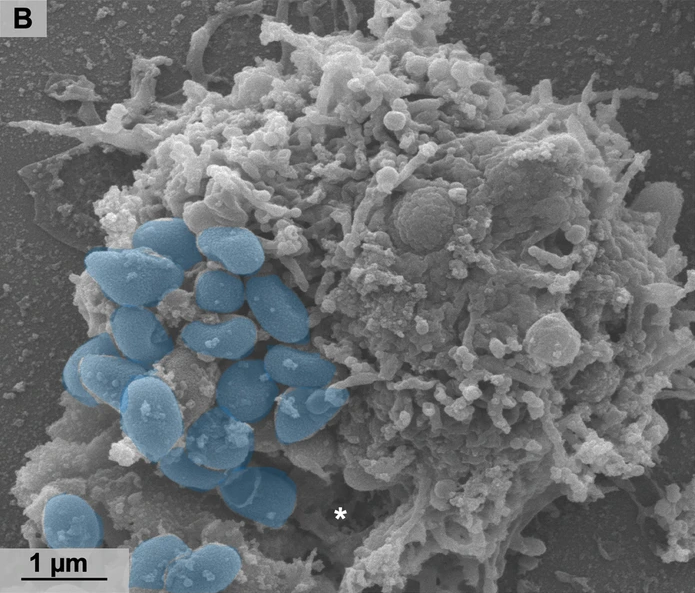

Der Eintritt der Virionen in den Wirt geschieht durch Phagocytose, wobei es den Virionen gelingt, dem darauf normalerweise folgenden phagosomalen Prozess (Verdauungsprozess) zu entkommen. Danach wird die Virus-DNA durch die ostiolartige Spitze ins Zytoplasma entlassen. Die für Riesenviren typischen Virusfabriken sind 14 bis 16 Stunden nach der Infektion gut zu erkennen. Das Bild ist in diesem frühen Stadium der Virussynthese ähnlich wie bei den Pithoviridae und den Cedratviridae. Die Wirtszellen sind dann 20 Stunden nach der Infektion mit neuen Virionen dicht gefüllt. Die Virionen scheinen durch Zellausbrüche (englisch bursts) oder Exocytose auszutreten und sind dann auch außerhalb der Amöbenzelle nachweisbar. Nach weiteren 4 bis 18 Stunden erfolgt vollständiger Zellausbruch.
Dieser relativ langsame Vermehrungszyklus ist typisch für den im Labor benutzten Wirt Vermamoeba vermiformis und wurde auch bei der Infektion dieser Spezies mit anderen Viren beobachtet, anders als wenn diese Amöben der Gattung Acanthamoeba infizieren, beispielsweise bei „Faustovirus“ oder „Pacmanvirus“. Es könnte also sein, dass sich „Orpheovirus“ in seinem natürlichen Wirt schneller vermehrt.

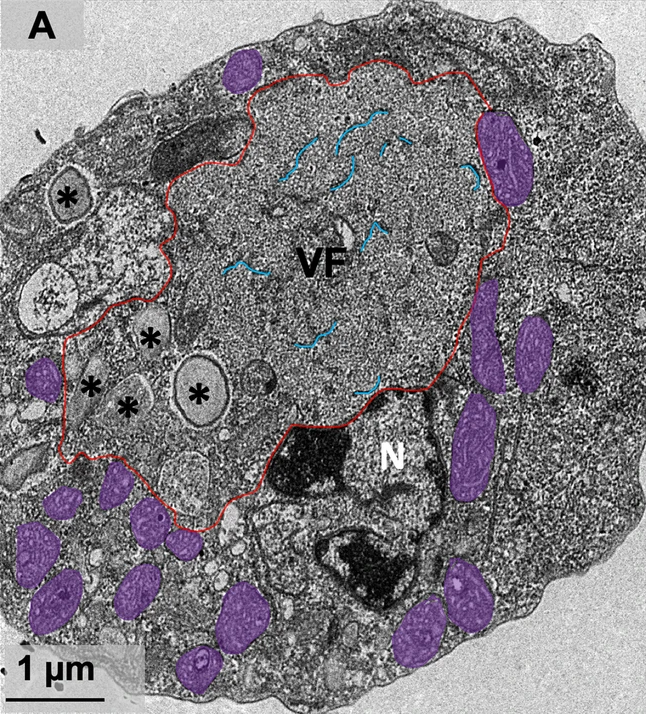
VF: Virusfabrik
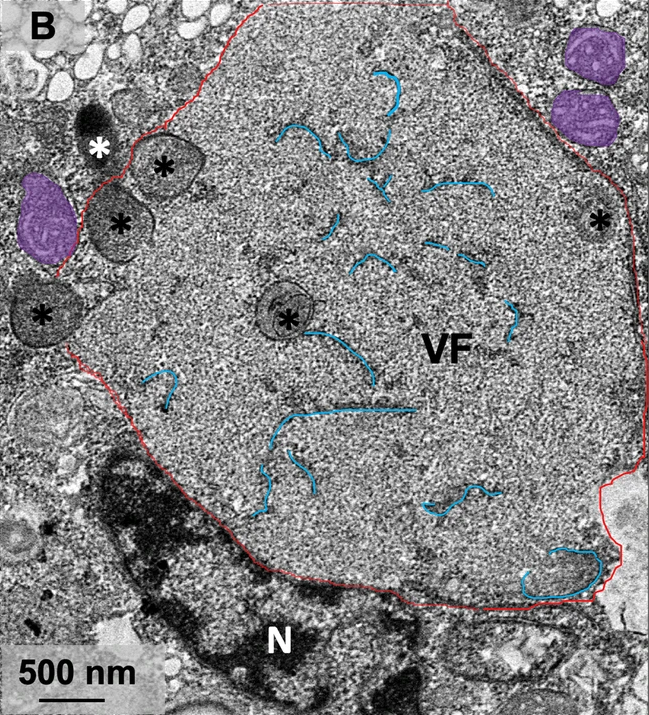
N: Zellkern
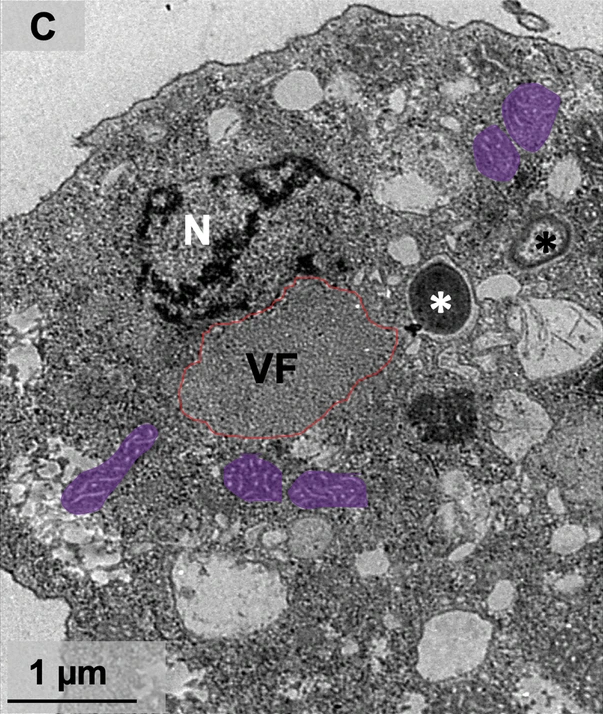
*: Viruspartikel

## Systematik

### Innere Systematik
Die Familie Orpheoviridae gliedert sich mit Stand 30. April 2024 nach ICTV wie folgt:
Familie Orpheoviridae
- Gattung Alphaorpheovirus
  - Spezies Alphaorpheovirus massiliense
    - Orpheovirus IHUMI-LCC2 alias Orpheovirus brasiliensis (OBRV)[3]

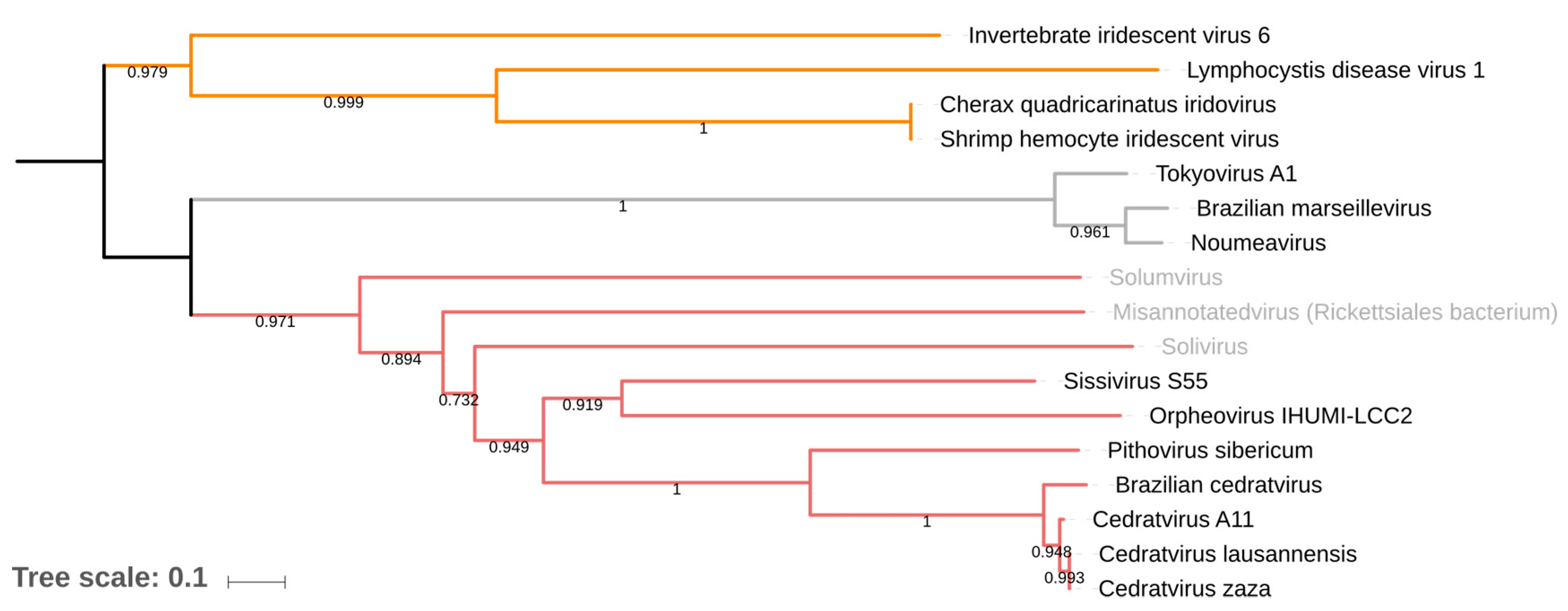
Phylogenetischer Baum der Ordnung Pimascovirales nach Clara Rolland et al. (2019).

Die phylogenetische Analyse des Genoms von Orpheovirus IHUMI-LCC2 zeigt eine Verwandtschaft mit der Familie Pithoviridae. Einige spezifische Merkmale des Genoms zeugen jedoch von einer unterschiedlichen Entwicklung von Orpheovirus IHUMI-LCC2 im Vergleich zu den Pithoviridae wie auch zu den Cedratviridae. Andreani et al. als Autoren der Erstveröffentlichung 2018 schlugen daher vor, für Orpheovirus IHUMI-LCC2 eine eigene Familie Orpheoviridae einzurichten, eng verwandt mit den damals ebenfalls vorgeschlagenen Pithoviridae und Cedratviridae.
Außerdem hatten Andreani et al. (2018) herausgefunden, dass ein zunächst den Rickettsiales-Bakterien zugeordneter aus Metagenomanalysen identifizierter Kandidat offenbar ein dem Orpheovirus IHUMI-LCC2 nahe verwandtes Riesenvirus ist („Misannotatedvirus“ alias „misidentified virus“) – eine Verwechslung, wie sie auch am Anfang der Entdeckungsgeschichte von Mimivirus geschah. Zudem fanden die Autoren noch Hinweise auf ein zweites Virus (mine drainage), dass basal in der Klade aus Pithoviridae, Cedatviridae und Orpeoviridae steht.<name="Andreani2018-04" />
Als nächster Verwandter von Orpheovirus IHUMI-LCC2 gilt das noch ICTV-unbestätigte Sissivirus S55.
Für die diese Funde einschließende Klade einer erweiterten Familie der Pithoviridae schlagen Schulz et al. folgende Systematik innerhalb der Pimascovirales vor – ergänzt nach Julien Andreani et al. (2018), Clara Rolland et al. (2019) und ICTV MSL#40v1 (3.–7. März 2025):
|                         | „Solumvirus“                                                          |
|                         |                                                                       |
|                         | \| \| „Sissivirus“[13] \| \| \| \| \| \| Alphaorpheovirus \| \| \| \| |
|                         |                                                                       |
|                         | „Misannotatedvirus“ (misidentified virus, ehemals Rickettsiales).     |
| Vorlage:Klade/Wartung/3 |                                                                       |
|                         | „Sissivirus“                                                          |
|                         |                                                                       |
|                         | Alphaorpheovirus                                                      |
|                         |                                                                       |

|  | „Sissivirus“     |
|  |                  |
|  | Alphaorpheovirus |
|  |                  |

|  | Alphapithovirus  |
|  |                  |
|  | Alphacedratvirus |
|  |                  |

|                         | „Solumvirus“                                                          |
|                         |                                                                       |
|                         | \| \| „Sissivirus“[13] \| \| \| \| \| \| Alphaorpheovirus \| \| \| \| |
|                         |                                                                       |
|                         | „Misannotatedvirus“ (misidentified virus, ehemals Rickettsiales).     |
| Vorlage:Klade/Wartung/3 |                                                                       |
|                         | „Sissivirus“                                                          |
|                         |                                                                       |
|                         | Alphaorpheovirus                                                      |
|                         |                                                                       |

|  | „Sissivirus“     |
|  |                  |
|  | Alphaorpheovirus |
|  |                  |

|  | Alphapithovirus  |
|  |                  |
|  | Alphacedratvirus |
|  |                  |

|                         | „Solumvirus“                                                          |
|                         |                                                                       |
|                         | \| \| „Sissivirus“[13] \| \| \| \| \| \| Alphaorpheovirus \| \| \| \| |
|                         |                                                                       |
|                         | „Misannotatedvirus“ (misidentified virus, ehemals Rickettsiales).     |
| Vorlage:Klade/Wartung/3 |                                                                       |
|                         | „Sissivirus“                                                          |
|                         |                                                                       |
|                         | Alphaorpheovirus                                                      |
|                         |                                                                       |

|  | „Sissivirus“     |
|  |                  |
|  | Alphaorpheovirus |
|  |                  |

|  | Alphapithovirus  |
|  |                  |
|  | Alphacedratvirus |
|  |                  |

|                         | „Solumvirus“                                                          |
|                         |                                                                       |
|                         | \| \| „Sissivirus“[13] \| \| \| \| \| \| Alphaorpheovirus \| \| \| \| |
|                         |                                                                       |
|                         | „Misannotatedvirus“ (misidentified virus, ehemals Rickettsiales).     |
| Vorlage:Klade/Wartung/3 |                                                                       |
|                         | „Sissivirus“                                                          |
|                         |                                                                       |
|                         | Alphaorpheovirus                                                      |
|                         |                                                                       |

|  | „Sissivirus“     |
|  |                  |
|  | Alphaorpheovirus |
|  |                  |

|  | Alphapithovirus  |
|  |                  |
|  | Alphacedratvirus |
|  |                  |

Anmerkungen:
- Für die Gattungsnamen wurden die seit dem 30. April 2024 durch das ICTV festgesetzten Bezeichnungen (mit dem Präfix Alpha-) eingesetzt.
- Das ICTV hat am 30. April 2024 für die Cedratviren eine eigene Familie Cedratviridae geschaffen (anders als in Andreani et al. 2018 vorgeschlagen)
- Das Kladogramm ist in Übereinstimmung mit der Systematik bei CNRS (2018)[14] und Rolland et al. (2019) Fig. 2a. – Fig. 2b zeigt dort ein etwas anderes Bild:[13]

## Etymologie
Der Name ist augenscheinlich abgeleitet von Orpheus, Sänger und Dichter in der griechische Mythologie mit Bezug zur Unterwelt, womöglich eine Anspielung auf die Herkunft des Virus. Der Präfix Alpha- wurde vom ICTV vergeben, um Mitglieder der Familie und der Gattung leicht unterscheiden zu können (Alphaorpheoviren bilden eine Teilmenge der Orpheoviren).
Das Art-Epitheton von Alphaorpheovirus massiliense verweist auf den Sitz des Instituts IHU Méditerranée infection in Marseille, an dem das in La Ciotat geprobte Orpheovirus IHUMI-LCC2 identifiziert wurde.